# أناتولي لركن
اناتولي اركن (بالروسية: Анатолий Иванович Ларкин)‏ (و. 1932 – 2005 م) هو فيزيائي، وعالم نووي من الاتحاد السوفيتي . ولد في كولومنا.
وكان عضواً في الأكاديمية الروسية للعلوم، وأكاديمية العلوم في الاتحاد السوفياتي .
توفي في أسبن ، عن عمر يناهز 73 عاماً.

## التعليم
تعلم في National Research Nuclear University

## جوائز
حصل على جوائز منها:
- Fritz London Memorial Prizes (1990).